# 田志东
田志东，中华人民共和国政治人物、外交官。
1974年，接替李耀文，担任中华人民共和国驻马达加斯加大使。1979年，由甘野陶接任。